# Gebel el-Silsila
| D33 · n | i | i | niwt |

| D33 · n | i | i | niwt |

Gebel el-Silsila (جبل السلسلة 'cadena de rocas'), o Gebel Silsileh, es una localidad situada 65 kilómetros al norte de Asuán y 152 al sur de Luxor, donde las riberas del río Nilo se estrechan, en forma de acantilados. Era conocido en el Antiguo Egipto como Jeny, que significa 'lugar de remar'.
Fue célebre por sus canteras de piedra arenisca, que, debido a su gran calidad, fueron explotadas desde la Dinastía XVIII hasta la época grecorromana. Con roca arenisca de Gebel el-Silsila se construyeron, entre otros, los colosos de Memnón. 

## Historia
Inscripciones en los acantilados de arenisca a ambos lados del Nilo y un cementerio predinástico en la orilla oriental muestran su utilización desde los tiempos prehistóricos, aunque apenas hay testimonios del Imperio Antiguo. El lugar ha sido utilizado hasta la actualidad como una cantera, con épocas de máxima utilización en los Imperios Medio y Nuevo. 
En el Imperio Medio hubo un cambio tecnológico, y los edificios comenzaron a cubrirse con piedra arenisca; desde la construcción del templo de Filae, esta cantera proveía de material de construcción a todos los templos del Alto Egipto, tanto las tumbas tebanas (a partir de Mentuhotep II) como los templos de Dendera, Karnak (incluidos los edificios de Ajenatón), Luxor, Edfu, Kom Ombo y Esna. 
El sitio arqueológico se conoce desde la expedición napoleónica, cuando se anunció una descripción completa, que no se realizó. Existe, sin embargo, una guía de viaje (Weigall, 1910). Una exploración más completa estuvo encabezada por Ricardo Augusto Caminos. Los trabajos de excavación en el emplazamiento fueron publicados por el mismo Ricardo Caminos y por T.G.H. James en 1963 en dos volúmenes titulados "Gebel el-Sisileh", estando el primer volumen dedicado a las diversas capillas encontradas en la zona. En el año 2000 Thiem Andrea Christina publicó una descripción completa del Templo de Horemheb.

## Calidad de la arenisca
La piedra arenisca de esta cantera es abundante y fácil de extraer. Su calidad es muy buena, incluso en muros de cuarenta metros de altura ha demostrado su estabilidad. 
La composición de la arenisca no es uniforme: la piedra arenisca de la ribera oriental se compone sobre todo de cuarzo, con muy poco feldespato. En la orilla oeste las rocas están firmemente cohesionadas por carbonatos. A ambos lados hay variedades más o menos oscuras, en una gama que depende de la cantidad de limonita y siderita que contengan. 
Los antiguos egipcios utilizaron las canteras de la orilla oriental, pero construyeron los monumentos más importantes en la ribera occidental.

## Restos arqueológicos
En la ribera occidental se encuentran varios templos, perforados en la roca, como el Speos de Horemheb (consagrado a Amón, Mut, Jonsu, Sobek, Tueris, Toth y el propio Horemheb), estelas de Sethy I, Ramsés II y Merenptah, y 28 capillas de la dinastía XVIII que servían de cenotafio a altos dignatarios: el arquitecto y consejero Senenmut, el Sumo sacerdote de Amón Hapuseneb, el chaty User, los consejeros Min y Sennefer, etc.   
Hatshepsut
Muchos de los bloques usados por Ajenatón en Amarna fueron extraídos de este lugar, y posteriormente reutilizados en edificios de Tebas. 
Varios de estos monumentos llevan inscripciones de Hatshepsut, Amenhotep II, Ramsés II, Merenptah y Ramsés III. En la orilla oriental hay algunas esculturas inconclusas, y algunos monumentos, como el quiosco de Amenhotep III, pero no hay estudios publicados.